# Гринвуд (округ, Южная Каролина)
Округ Гринвуд (англ. Greenwood County) располагается в штате Южная Каролина, США. Официально образован в 1897 году. По состоянию на 2010 год, численность населения составляла 69 661 человек.

## География
По данным Бюро переписи США, общая площадь округа равняется 1199,171 км2, из которых 1181,041 км2 суша и 18,130 км2 или 1,600 % это водоёмы.

## Население
По данным переписи населения 2000 года в округе проживает 66 271 жителей в составе 25 729 домашних хозяйств и 17 753 семей. Плотность населения составляет 56,00 человек на км2. На территории округа насчитывается 28 243 жилых строений, при плотности застройки около 24,00-х строений на км2. Расовый состав населения: белые — 65,57 %, афроамериканцы — 31,74 %, коренные американцы (индейцы) — 0,18 %, азиаты — 0,71 %, гавайцы — 0,04 %, представители других рас — 1,03 %, представители двух или более рас — 0,74 %. Испаноязычные составляли 2,87 % населения независимо от расы.
В составе 31,70 % из общего числа домашних хозяйств проживают дети в возрасте до 18 лет, 48,70 % домашних хозяйств представляют собой супружеские пары проживающие вместе, 16,10 % домашних хозяйств представляют собой одиноких женщин без супруга, 31,00 % домашних хозяйств не имеют отношения к семьям, 26,30 % домашних хозяйств состоят из одного человека, 10,60 % домашних хозяйств состоят из престарелых (65 лет и старше), проживающих в одиночестве. Средний размер домашнего хозяйства составляет 2,49 человека, и средний размер семьи 3,00 человека.
Возрастной состав округа: 25,50 % моложе 18 лет, 10,40 % от 18 до 24, 28,20 % от 25 до 44, 22,20 % от 45 до 64 и 22,20 % от 65 и старше. Средний возраст жителя округа 35 лет. На каждые 100 женщин приходится 88,40 мужчин. На каждые 100 женщин старше 18 лет приходится 84,60 мужчин.
Средний доход на домохозяйство в округе составлял 34 702 USD, на семью — 42 022 USD. Среднестатистический заработок мужчины был 30 759 USD против 23 820 USD для женщины. Доход на душу населения составлял 17 446 USD. Около 9,90 % семей и 14,20 % общего населения находились ниже черты бедности, в том числе — 17,70 % молодёжи (тех, кому ещё не исполнилось 18 лет) и 14,10 % тех, кому было уже больше 65 лет.